# Jason Miller (estrategista de comunicação)
Jason Miller (nascido em 1974 ou 1975) é um estrategista de comunicação, assessor político e CEO estadunidense, mais conhecido por ter sido o porta-voz principal da campanha presidencial de Donald Trump em 2016 e durante o processo de transição do governo. Ele também atuou como assessor sênior na campanha de reeleição de Trump em 2020. Entre 2010 e 2016, Miller foi sócio e vice-presidente executivo da Jamestown Associates. Inicialmente, foi anunciado como o futuro Diretor de Comunicação da Casa Branca [en] durante a transição presidencial, mas desistiu do cargo pouco depois, após a divulgação de um caso extraconjugal com uma integrante da equipe que havia se juntado à campanha dois meses antes da eleição.
Em 2017, tornou-se comentarista na CNN, mas deixou o cargo em 2018 após alegações não comprovadas publicadas pelo site Gizmodo, incluindo a acusação de que ele teria dopado a bebida de uma dançarina erótica com medicamento abortivo. Tanto Miller quanto a outra pessoa envolvida negaram as acusações sob juramento em tribunal federal. Em documentos judiciais divulgados posteriormente, relacionados a um processo de difamação movido por Miller contra o Gizmodo, ele admitiu ter contratado prostitutas e mantido casos extraconjugais com duas funcionárias da campanha. Em março de 2021, passou a ser comentarista na Newsmax. Em junho de 2021, deixou o cargo de porta-voz de Trump para assumir como CEO do Gettr, uma rede social de microblogging com perfil consumidor.
Em 2023, Miller saiu do Gettr para se juntar à campanha presidencial de Trump em 2024.